# Brigada Tech
Brigada Tech es un programa de televisión producido por Televisión Española para su emisión en el prime time de La 1. El programa es presentado por Luján Argüelles con la colaboración de Lalachus, Ricky García, Sensillo con S, PabloGshow, Álex Chía y Gersanc. Después de los discretos datos de audiencia, a partir del 30 de marzo de 2023 por La 2 todos los jueves a las 21:15 y las reposiciones por La 1 en los fines de semana (sábados a las 9:30 y domingos a las 13:15 horas).

## Formato
Brigada Tech es un nuevo programa presentado por Luján Argüelles y que forma parte del Pacto por la Generación Digital. El programa contará con tres abuelas ‘reporteras’ que anhelan aprender nuevos conceptos digitales y harán frente a los que todavía hoy suponen un reto para muchos: cómo hacer la compra por Internet; denunciar un ciberataque a través de la línea de consulta ciudadana 017; aprovechar todas las posibilidades de un dispositivo móvil; o ayudar a una pyme a darse a conocer en las redes sociales. Además, Brigada Tech contará con las figuras de los Mentores Digitales, influencers que tienen miles de seguidores en sus redes. Ellos pondrán su conocimiento y destreza al servicio de todos. Un equipo de creadores de contenido y expertos en redes sociales como Lala Chus, Sensillo Con S, Ricky García, PabloGshow, Gersanc y Alex Chía.

## Equipo

### Presentadora
| Luján Argüelles | Presentadora |  |  |

### Mentores digitales
| Ricky García    | Periodista e influencer |  |  |
| Sensillo Con S  | Periodista e influencer |  |  |
| LalaChus        | Influencer              |  |  |
| GerSanc         | Influencer              |  |  |
| Pablo G Show    | Influencer              |  |  |
| Cocina con Chía | Influencer              |  |  |

### Ciber-abuelas
Las actrices Victoria Mora, Charo Sánchez y Pilar Serrano

### Invitados famosos
| Nombre            | Información           | Programa                    |
| Nombre            | Información           | (Número y Pueblo)           |
| Mónica Naranjo    | Cantante              | 1 - Altea                   |
| Pablo Chiapella   | Actor                 | 2 - Puertollano             |
| Camela            | Dúo de cantantes      | 3 - Villanueva de la Serena |
| Raúl Tejón        | Actor                 | 4 - Laguna de Duero         |
| Laura Caballero   | Guionista y directora | 5 - Cenicientos             |
| Blanca Paloma     | Cantante              | 6 - Pozoblanco              |
| Silvia Abril      | Humorista             | 7 - Avilés                  |
| David Amor        | Actor                 | 8 - Tudela                  |
| Eduardo Navarrete | Diseñador             | 9 - Arnedo                  |

### Invitados Especiales

#### - Programa 1
Amaia App
MeteOrihuela

#### - Programa 2
@conbuenhumor
Fundación Cibervoluntarios

#### - Programa 3
Gonzalo Mateos
ExVital
Carmelo y Willy 
Francisco Javier (Escuela de hostelería ESHAEX)

## Temporadas y episodios
| Temporada | Temporada | Episodios | Estreno             | Final               | Audiencia media |
| --------- | --------- | --------- | ------------------- | ------------------- | --------------- |
|           | 1         | 13        | 17 de marzo de 2023 | 15 de junio de 2023 | 149 000 (1,2%)  |

### Audiencias
| Programas emitidos | Programas emitidos | Programas emitidos      | Programas emitidos           | Programas emitidos |
| N.º                | Fecha de emisión   | Destino                 | Invitad@s                    | Audiencia          |
| ------------------ | ------------------ | ----------------------- | ---------------------------- | ------------------ |
| 1                  | 17/03/2023         | Altea                   | Mónica Naranjo               | 372 000 (2,8%)     |
| 2                  | 24/03/2023         | Puertollano             | Pablo Chiapella              | 325 000 (2,5%)     |
| 3                  | 31/03/2023         | Villanueva de la Serena | Camela                       | 129 000 (1,0%)     |
| 4                  | 13/04/2023         | Laguna de Duero         | Raúl Tejón y Laura Caballero | 132 000 (1,0%)     |
| 6                  | 20/04/2023         | Pozoblanco              | Blanca Paloma                | 146 000 (1,2%)     |
| 6                  | 27/04/2023         | Avilés                  | Silvia Abril                 | 101 000 (0,9%)     |
| 7                  | 04/05/2023         | Tudela                  | David Amor                   | 133 000 (1,1%)     |
| 8                  | 11/05/2023         | Arnedo                  | Eduardo Navarrete            | 107 000 (0,9%)     |
| 9                  | 18/05/2023         | Águilas                 | Carolina Iglesias            | 107 000 (0,9%)     |
| 10                 | 25/05/2023         | Torrelavega             | Aitor Albizua                | 97 000 (0,8%)      |
| 11                 | 01/06/2023         | Cangas de Morrazo       | Abraham Mateo                | 68 000 (0,6%)      |
| 12                 | 08/06/2023         | Barbastro               | José Corbacho                | 143 000 (1,3%)     |
| 13                 | 15/06/2023         | Lanzarote               | Nerea Garmendia              | 70 000 (0,7%)      |